# 東京モノレール700形電車
東京モノレール700形電車（とうきょうモノレール700がたでんしゃ）は、かつて東京モノレールに在籍した跨座式モノレール電車である。
本項では、同形の中間車ユニットである800形電車についても記述する。

## 概要
出典:

### 700形
日立運輸東京モノレール（現・日立物流）から分離され、再び開業当初の「東京モノレール」の社名とされてから初めて登場した車両であり、同社初の冷房車。制御方式は抵抗制御であり、また、主電動機・ブレーキ装置を500形・600形と共通化したため、両系列との併結が可能だった。

#### 製造年
1982年 - 1986年にかけて2両編成5本（事故廃車補充で1両が増備されたため、総数は11両）が製造された。

#### 外観
車体は600形の流れを汲み15m級2扉のアルミ合金製（前面の額縁部分はFRP製）となっているが、戸袋窓を廃止し、側窓の下段を固定化した。塗装は600形同様赤を基調に前面の額縁部分･前面窓下および側窓周り･下部は白。

#### 車内
車内の座席はセミクロスシートであり、信号ATS装置を床下に設置し1人掛座席と切妻部に2人掛座席を新設。また、ロングシートの半分を荷台とし、乗降客の流れを円滑にすることを図った。

#### 軽量化対策
冷房装置を設置しつつ車体重量を600形と合わせるため、下記のような軽量化対策がなされた。
- Al一体型材を床材に使用
- 集電装置を軽量型振りゴムに変更
- 主電動機を直結型ダクトに変更[1]
- 制御装置の主抵抗器材質を変更
- 電動発電機を密閉型から開放型に変更
- 台車部分に関して、水平輪タイヤ用リムをAl化[1]、走行輪タイヤの補助車輪を一輪化

#### 冷房システム
直流直接駆動分散式　DC750V　15kW、2100kcal/h/両。

一般汎用品を利用したシステム構成とし、制御・動作電源は車両の電源とは別系統。

床下にパワーユニット（15kw DCモーター1台／両）、コンデンサー2台／両、ダイナモ1台／両、制御器、冷房用バッテリーを備え、天井部分にはエバポレータユニットによって各車両ごとに独立した2つの冷凍サイクルを確保し、外気を冷却除湿し、ダクトから車内に排気する。

運転室から、各車両ごとのサーモスタットによる自動温度管理操作を可能とした。

### 800形
同社が6両編成化を進めるにあたり、主に700形2両編成2本に増結編成する中間車として新造。

制御方式は700形と同一の抵抗制御だが、補助電源装置は電動発電機 (MG) から静止形インバータ (SIV) に変更、冷房装置も薄型化され車端部に2基設置。
700形同様、500形・600形との両系列との併結が可能だった。

#### 製造年
1985年 - 1986年に2両ユニット4本が製造された。

#### 外観
700形とほぼ同様だが、中間車のため運転台は簡易運転台に変更、塗装を側窓周り･下部を一続きとした。

#### 車内
当初、座席は700形同様のセミクロスシートだったが、1993年（平成5年）にロングシート化改造を実施。
|             | ← 浜松町羽田 → | ← 浜松町羽田 → |              | ← 浜松町羽田 → | ← 浜松町羽田 → |
| 形式        | 700（奇数車）  | 700（偶数車）  | 形式         | 800（奇数車）  | 800（偶数車）  |
| 種別        | 貫通型先頭車   | 貫通型先頭車   | 種別         | 運転台付中間車 | 運転台付中間車 |
| 2両ユニット | 701            | 702            | 中間ユニット | 801            | 802            |
| 2両ユニット | 703            | 704            | 中間ユニット | 803            | 804            |
| 2両ユニット | 705            | 706            | 中間ユニット | 805            | 806            |
| 2両ユニット | 707            | 708            | 中間ユニット | 807            | 808            |
| 2両ユニット | 709            | 710            | 中間ユニット |                |                |
| 代替新製車  |                | 712            | 中間ユニット |                |                |

- ■:事故廃車
- 太字:運転室を撤去した車両

## 運用
700形同士および他系列と併結し500形・600形と共通に運用されたが、1985年以降は800形との6両編成で運行。その後1992年からは6両固定編成化も行われ、702・705・708・709・712の運転台を撤去し、これらは800形同様の塗装とされた。

1000形や2000形の増備により1998年7月28日の営業運転をもって全車廃車された。700形・800形の廃車により500形以来の15m級2両ユニットのボギー車系列は消滅した。
| ← 浜松町羽田 →                  | ← 浜松町羽田 →                  | ← 浜松町羽田 →  | ← 浜松町羽田 →  | ← 浜松町羽田 →                  | ← 浜松町羽田 →                  |
| 1                               | 2                               | 3               | 4               | 5                               | 6                               |
| ------------------------------- | ------------------------------- | --------------- | --------------- | ------------------------------- | ------------------------------- |
| 600形（奇数車） 700形（奇数車） | 600形（偶数車） 700形（偶数車） | 800形（奇数車） | 800形（偶数車） | 600形（奇数車） 700形（奇数車） | 600形（偶数車） 700形（偶数車） |
| 編成端ユニット                  | 編成端ユニット                  | 中間ユニット    | 中間ユニット    | 編成端ユニット                  | 編成端ユニット                  |